# Ohradzany
Ohradzany – wieś (obec) na Słowacji położona w kraju preszowskim, w powiecie Humenné. Pierwsze wzmianki o miejscowości pochodzą z roku 1317.
Według danych z dnia 31 grudnia 2012, wieś zamieszkiwało 645 osób, w tym 325 kobiet i 320 mężczyzn.
W 2001 roku pod względem narodowości i przynależności etnicznej 97,59% stanowili Słowacy, a 0,32% Rusini.
Ze względu na wyznawaną religię struktura mieszkańców kształtowała się w 2001 roku następująco:
- Katolicy rzymscy – 94,69%
- Grekokatolicy – 2,25%
- Ateiści – 0,64%
- Nie podano – 2,41%